# Tangambalanga
Tangambalanga is een plaats in de Australische deelstaat Victoria en telt 439 inwoners (2006).